# NGC 1515
NGC 1515 è una galassia a spirale intermedia situata nella costellazione del Dorado, a una distanza di circa 55 milioni di anni luce dalla nostra Via Lattea.

## Scoperta
La galassia è stata scoperta il 5 novembre 1826 dall'astronomo britannico James Dunlop.

## Descrizione
NGC 1515 ha una classe di luminosità II-III e presenta una larga riga a 21 cm dell'idrogeno neutro.
NGC 1515 sembra visualmente formare una coppia di galassie con ESO 156-34 (identificata anche come PGC 14388 oppure NGC 1515A), ma quest'ultima in realtà si trova a circa 600 milioni di anni luce di distanza dalla nostra Via Lattea. Le due galassie sono quindi molto lontane tra loro.

## Gruppo di NGC 1566 o del Dorado
Secondo uno studio pubblicato nel 2005 da Kilborn et al. NGC 1515 fa parte del Gruppo di NGC 1566 che comprende almeno 23 altre galassie, tra cui IC 2049, NGC 1536, NGC 1543, IC 2038, NGC 1546, IC 2058, IC 2032, NGC 1566, NGC 1596, NGC 1602, NGC 1522, IC 2085, NGC 1549, NGC 1553, NGC 1574, NGC 1581, NGC 1617. Il gruppo di NGC 1566 a sua volta fa parte del più esteso Gruppo del Dorado.